# Oostenrijkers

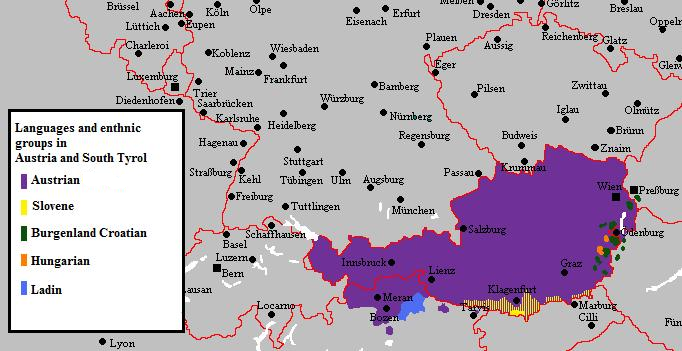
De Oostenrijkers

De Oostenrijkers (Duits: Österreicher) zijn een volk dat grotendeels woont in Oostenrijk.

## Geschiedenis
Tot 1871 was er geen Duitse eenheid en leefden mensen die zich als Duitser beschouwden zowel in het gebied van het latere Duitse Keizerrijk als in de Oostenrijks-Hongaarse dubbelmonarchie. De dubbelmonarchie was een land dat vele volkeren omvatte: Duitsers, Hongaren, Tsjechen, Roemenen, Polen, Slowaken, Slovenen, Kroaten, Oekraïners, Italianen, Roma en Joden.
Bij het uiteenvallen van Oostenrijk-Hongarije in 1918 werd Oostenrijk een land met een voornamelijk Duitstalige bevolking. Op 21 oktober 1918 riepen de Duitstalige parlementariërs van Oostenrijk-Hongarije in Wenen de republiek Deutschösterreich uit. Bij het Verdrag van Saint-Germain van 10 september 1919 dat Oostenrijk door de overwinnaars van de Eerste Wereldoorlog werd opgelegd werden de naam Deutschösterreich en de door de Duitstalige bevolking gewenste aansluiting bij Duitsland verboden. Voor de Tweede Wereldoorlog beschouwden de Oostenrijkers zichzelf als Duitsers, en niet als een aparte etnische identiteit. De Anschluss van 1938 werd dan ook door een groot deel van de Oostenrijkers met instemming begroet.
Na de Tweede Wereldoorlog begonnen de Oostenrijkers zichzelf meer te zien als een aparte natie, gescheiden van de Duitsers. Tegenwoordig vindt minder dan 10% van de Oostenrijkers dat zij deel uitmaken van een grotere, Duitse natie. Ook Duitsers beschouwen de Oostenrijkers als een apart volk, net als Zwitsers. De Zuid-Tirolers in het noorden van Italië voelen zich ook als Oostenrijkers.